# Sixten Sparre
För andra betydelser, se Sixten Sparre (olika betydelser).
Bengt Edvard  Sixten (Sigge) Sparre af Rossvik, född 27 september 1854 i Malmö, död 19 juli 1889 i Nørreskov på Tåsinge i Danmark (självmord), var en svensk löjtnant, journalist och poet, mest känd för sin relation med cirkusartisten Elvira Madigan.

## Bakgrund
Sixten Sparre var av mycket gammal adelssläkt och son till kammarherren Sigge Sparre af Rossvik (1819–1897) och dennes hustru Adelaide, född Peijron. Familjen bodde från 1859 i Stockholm men flyttade till Bjärka-Säby slott 1861 och till Kristianstad 1868. Sixten Sparre tjänstgjorde huvudsakligen vid Skånska dragonregementet i Kristianstad, där han antogs 1873. Han avlade militär studentexamen 1875, officersexamen 1876 vid Krigsskolan i Karlberg, blev underlöjtnant samma år och löjtnant 1887. Sparre var en flitig skribent och skrev för flera tidningar. Han recenserade teaterföreställningar och skrev kåserier och poesi. Hans poesibok I bunden form publicerades i november 1887. Verket gjordes ner av recensenterna.

## Förhållandet med Elvira Madigan och bådas död
Sixten Sparre är känd för sin relation med lindanserskan Elvira Madigan (1867–1889), som han fick se vid ett cirkusbesök i Kristianstad i januari 1888. Sparre blev häftigt förälskad och övertalade henne att börja brevväxla i hemlighet efter att Cirkus Madigan dragit vidare. 
Under permissionen från sitt regemente, som beviljats för tiden 27 maj – 27 juli 1889, reste Sixten Sparre tillsammans med Elvira Madigan, som han övertalat att lämna cirkusen i Sundsvall, till Danmark. Den 18 juni tog de in på hotell i Svendborg på Fyn där de tillbringade nästan en månad. Den 15 juli for de vidare till den närbelägna ön Tåsinge när hotelldirektören presenterat en räkning som Sparre inte kunde betala. Den 18 juli tog paret med sig en matsäckskorg till skogsområdet Nørreskov, och efter en sista måltid och övernattning tillsammans sköt Sixten Sparre med sin tjänsterevolver först Elvira Madigan och sedan sig själv, förmodligen på morgonen den 19 juli 1889. Paret begravdes på Landets kyrkogård på Tåsinge den 27 juli.
Drygt en vecka tidigare hade Sparre skrivit en dikt, Brudbuketten, som han tillägnade Elvira Madigan. Verket har tydliga anspelningar på döden. Följande dag hade Sixten Sparre skrivit i sin almanacka:
| ” | 11. juli 89. Till min vän John Rothstein från Sixten, som slutade först; Der finnes inga mensker, som gör dig godt utan beräkning; - procentisk i sin finaste form. – Detta är A och Ö af lifvet. När en menska födas, då jublar man; - när en menska dör, då gråter man; - det borde vara tvärtom. S. Sparre. | „ |

.

## Äktenskap
Sixten Sparre var sedan 1880 gift med grevinnan Luitgard "Lycka" Adlercreutz (1859–1912) från Vetlanda och hade med henne två barn, Karl Erik Ambjörn (1881–1962) och Märta Sophia Margaretha Luitgard (1882–1943).

## Eftermäle
Sixten Sparre var enligt samtida omdömen en gladlynt och sangvinisk person. Hans glada humör tycks dock gradvis ha stegrats till omdömeslöshet. Av hans bouppteckning framgår att han slösat bort hela sin förmögenhet, pantsatt sina värdepapper, plundrat sina barns bankkonton, låtit bli att betala sina räkningar samt tagit lån till höger och vänster. Totalt efterlämnade Sparre skulder på 15 809 kronor, bortåt en miljon i nutida penningvärde. 
Hans agerande, med ett som det synes systematiskt bortslösande av sina tillgångar, övergivandet av den egna familjen och med förförandet av en cirkusflicka, med mord och självmord som kulmen, har gett senare års forskare anledning att ifrågasätta hans psykiska hälsa. Enligt Grönqvist kan han ha lidit av bipolär sjukdom, medan Lindhe mer ser honom som bortskämd, narcissistisk och oförmögen att hushålla med pengar (ett karaktärsdrag han verkar haft gemensamt med fadern, enligt Lindhe hade Sixten 1880–1887 levt högt på sin hustrus ärvda pengar, som verkar ha sinat i samma veva som Elvira dök upp i hans liv). 
Den negativa reaktionen på hans diktsamling kan kanske ha bidragit till att han känt sig missförstådd och velat hämnas på sin samtid. I så fall insåg han nog inte sin begränsning som poet; dikterna anses än i dag mestadels som mediokra alster. Enligt Grönqvist kan han också ha låtit sig påverkas av den roman, Fra Kristiania-Bohêmen, som den norske författaren Hans Jæger publicerade 1885, och vars huvudperson beter sig på liknande sätt (Lindhe avvisar dock denna hypotes). Att han var mentalsjuk antyder också hans egen far i ett privatbrev daterat 30/7 1889, bevarat i Tåsinge lokalhistoriska arkiv: "... att hans hjerna numera icke var normal, och att han således ej varit tillräknelig för hvad som skett". Av samma brev framgår också att hans äktenskap på senare tid inte varit lyckligt. 
Detta har av tidigare, romantiserande författare setts som anledning till hans intresse för Elvira Madigan, men både hans äktenskapsproblem och kärleksaffären med Elvira Madigan kan kanske bättre förstås i ljuset av hans ekonomiska problem eller eventuella mentala problem. Hans egen hustru skriver i ett privatbrev att Sixten lär ha yttrat "Du och barnen finge det mycket bättre om jag ej funnes till, ty alla tycka om Er, men ingen tycker om mig". Dock bör man kanske inte dra alltför stora växlar på ovanstående lösryckta citat.
Oenighet tycks råda bland forskarna om Sparres politiska sympatier. Enligt Grönqvist stod han liksom Jæger långt till vänster politiskt: som medlem av adeln förväntades han väl ha konservativa värderingar, men han tycks gradvis tagit avstånd från sin egen samhällsklass och allt vad den stod för. Han medverkade bland annat (under pseudonym) i den svenska radikala tidskriften Figaro, där han, om man får tro tidningens chefredaktör Jörgen, förutom att skriva en rad insändare också ska ha understött August Strindberg i den ständigt pågående kontroversen kring dennes person. Lindhe å sin sida hävdar att de vänstersympatier Figaro och Arbetet beslår Sparre med är överdrivna eller påhittade.
Affären med Elvira Madigan betraktades som en skandal på sin tid, åtminstone i konservativa kretsar, men den (förment) romantiska tragedin fascinerade också. Det har gjorts två svenska filmer om dramat, Åke Ohbergs Elvira Madigan (1943) och den mest kända filmatiseringen, Bo Widerbergs Elvira Madigan (1967). Det finns ett mycket känt och på sin tid älskat skillingtryck om den tragiska händelsen – Sorgeliga saker hända, av Johan Lindström Saxon.
Vägen där Landets kyrkogård ligger heter sedan år 1970 Elvira Madigans Vej. Sixten Sparre har en gata uppkallad efter sig på regementsområdet i Ystad, Sixten Sparres gata.